# Villette (Metro de Charleroi)
La estación de Villette es una estación de la red de Metro de Charleroi, operada por las líneas    y .
Pertenece al bucle central de la red.

## Presentación
Es la primera estación del metro que se construyó en un viaducto en Bélgica. En efecto, se sitúa justo encima del río Sambre, llegando hasta ambas orillas. A un lado, conecta con el Ministerio de Hacienda belga y la sede de TEC Charleroi, operador y propietario de la red. Por el otro, conecta con los aparcamientos de la estación de Charleroi-Sud.

## Accesos
- Quai de la Gare du Sud
- Quai Paul Verlaine

## Conexiones
| Línea | Procedencia           | Parada             | Destino               |
| ----- | --------------------- | ------------------ | --------------------- |
| 43    | CHARLEROI Sud         | CHARLEROI Villette | CHARLEROI Sud         |
| 83    | CHARLEROI Sud         | CHARLEROI Villette | CHARLEROI Sud         |
| 86    | CHARLEROI Sud         | CHARLEROI Villette | GOSSELIES Athénée     |
| CITY  | CHARLEROI Ville Haute | CHARLEROI Villette | CHARLEROI Ville Basse |